# 宝鸡专区
宝鸡专区是中国陕西省已经撤销的一个专区，存在于1950年到1969年，为今天的宝鸡市和咸阳市杨陵区、武功县、兴平市及西安市周至县等地。

## 历史沿革
- 1949年7月14日陕甘宁边区政府宝鸡分区机关进驻宝鸡，领宝鸡、凤翔、岐山、扶风、千阳、陇县、眉县、凤县共8县和宝鸡市（县级市）。
- 1950年1月宝鸡分区划归陕西省辖；5月2日，分区增领麟游、武功等6县，共领14县l市，1950年l0月11日改宝鸡分区为宝鸡专区。
- 1953年1月30日，宝鸡专区又增领兴平、周至等5县，并新设太白区，共领19县l市l区。
- 1956年10月1日，宝鸡专区撤销，1960年至1961年9月，宝鸡市领凤翔、陇县、凤县3县。
- 1961年，复设宝鸡专区，领宝鸡、凤翔、岐山、扶风、麟游、武功、眉县、凤县、千阳、陇县、太白共ll县和宝鸡市（县级市）。
- 1966年，宝鸡专区改领11县，宝鸡市为省辖。1969年专区改名宝鸡地区，仍领11县l市。
- 1971年2月，地区撤销改为宝鸡市（地级市）领11县2区。1979年3月，复设宝鸡地区，领11县；地市并存，宝鸡市领金台、渭滨2区。
- 1980年8月，宝鸡地区与宝鸡市合并，以地级市领导县、区代替地区领县的体制，时领11县2区。1982年12月，新设杨陵区，共领11县3区。1983年11月，武功县与杨陵区划归咸阳市；宝鸡市辖金台、渭滨2区和宝鸡、凤翔、岐山、扶风、麟游、陇县、千阳、凤县、太白、眉县10县。
- 2003年5月26日，宝鸡县撤县成立陈仓区，宝鸡市辖金台、渭滨、陈仓3区和凤翔、岐山、扶风、麟游、陇县、千阳、凤县、太白、眉县9县。